# Juliana Maria de Brunswick-Wolfenbüttel
Ducesa Juliana Maria de Brunswick-Wolfenbüttel (4 septembrie 1729 – 10 octombrie 1796), a fost regină a Danemarcei între 1752 și 1766, a doua soție a regelui Frederic al V-lea al Danemarcei și Norvegiei, mama prințului-regent Frederic, Prinț al Danemarcei și ea însăși regentă de facto în perioada 1772–1784. 

## Arbore genealogic
| Juliana Maria de Brunswick-Wolfenbüttel Casa de Brunswick-BevernRamură a Casei de Welf |                               |                                             |
| Regalitate daneză                                                                      |                               |                                             |
| Predecesor: Louise a Marii Britanii                                                    | Regină a Danemarcei 1752–1766 | Succesor: Caroline Matilda a Marii Britanii |
| Predecesor: Louise a Marii Britanii                                                    | Regină a Norvegiei 1752–1766  | Succesor: Caroline Matilda a Marii Britanii |